# HK-romanisatie
HK-romanisatie is de romanisatievorm die de overheid van Hongkong gebruikt om Standaardkantonese namen te transcriberen.
Alle straten, dorpen, wijken en andere aardrijkskundige namen in Hongkong gebruiken deze vorm van romanisatie van het Standaardkantonees. Ook worden namen van Chinezen in het HK-romanisatie getranscribeerd. Voorbeelden zijn te vinden bij veel Kantonese Nederlanders en Hongkongse paspoorten. De meeste Kantonese Nederlanders gebruikten HK-romanisatie om een Standaardkantonese naam in het Nederlands te transcriberen.
HK-romanisatie is niet handig om te gebruiken, want vele klanken in HK-romanisatie kunnen meerdere klanken betekenen in Standaardkantonees, ook heeft het geen toonhoogtes.
HK-romanisatie is een onhandige romanisatievorm, omdat veel woorden in HK-romanisatie verschillend uitgesproken kunnen worden. Ook is de toonhoogte van het woord onduidelijk. De vele varianten die hetzelfde worden uitgesproken maken het ook niet duidelijker. Zo wordt "chun" uitgesproken als "chun", "ch'un" en "chan". De klank "jiep/yiep" wordt in de HK-romanisatie geschreven als "ip" en "yip".

## Klanken van het Standaardkantonees in HK-romanisatie
| HK-romanisatie | traditioneel Chinees, tussen haakjes is de Standaardkantonese uitspraak in fonetisch Nederlands |
| -------------- | ----------------------------------------------------------------------------------------------- |
| a              | 亞阿啊 (aa)                                                                                     |
| au             | 歐坳 (auw)                                                                                      |
| ap             | 鴨押珕 (aap)                                                                                    |
| ba             | 巴把爸霸 (paa)                                                                                  |
| bo             | 保寶波埔普佈怖部布譜 (boow)                                                                     |
| bok            | 博扑扑 (pôk)                                                                                    |
| cha            | 茶查差 (chaa)                                                                                   |
| chan           | 陳親真鎮讚贊珍 (chan)                                                                           |
| chai           | 柴仔制際濟妻猜齋齊 (chai)                                                                       |
| chak           | 澤擇則責宅 (chaak)                                                                              |
| chau           | 周週就走州找酒 (chauw), 抽秋 (tsauw), 爪 (chaauw)                                               |
| chap           | 集插習雜汁閘 (chaap)                                                                            |
| che            | 輋車這者且姐借 (cheh)                                                                           |
| chek           | 隻(chek) 尺呎摭鰂蚇跖 (tsek)                                                                    |
| cheng          | 鄭請井淨 (cheng)                                                                                |
| cheong         | 暢昌唱槍窗 (cheung)                                                                             |
| cheuk          | 卓桌雀爵 (chuk)                                                                                 |
| cheung         | 張長象將場槍搶掌章窗唱昌祥牆腸 (cheung)                                                         |
| chi            | 志誌自子治知只次此指字資至支始致詞似 (chie)                                                     |
| chik           | 直值植殖積織席即直織赤 (chik)                                                                   |
| ching          | 呈青靜政正情清整程稱證精晶睛 (ching)                                                            |
| chiu           | 趙朝昭超照趙蕉 (chiew)                                                                          |
| cho            | 草曹造做錯早初左楚祖 (choow)                                                                    |
| choi           | 彩蔡在才再材載採災菜財 (chooi)                                                                  |
| chong          | 創莊廠裝藏闖床壯葬 (chôong)                                                                     |
| choy           | 蔡 (chooi)                                                                                      |
| chuen          | 全傳轉存尊 (chuun), 川村穿串寸泉 (tsuun)                                                        |
| chui           | 徐翠趣除最追吹嘴醉 (tseuj)                                                                      |
| chuk           | 竹築捉濁足祝族築 (chok)                                                                         |
| chun           | 進盡準巡蠢 (chun), 春 (tsun), 鎮震振珍真圳 (chan)                                               |
| chung          | 中松沖重頌鍾鐘種總蟲 (chong), 聰 (tsong)                                                        |
| dai            | 大戴帶 (taai), 第帝低 (taj), 堤提 (t'aj)                                                        |
| dung           | 登東動懂洞董冬棟 (tong)                                                                         |
| eu             | 喓 (?)                                                                                          |
| fa             | 花化 (faa)                                                                                      |
| fai            | 輝暉徽肺疿 (faj) (faai)                                                                         |
| fan            | 範范繁分粉反飯翻訓凡 (faan)                                                                     |
| fat            | 佛罰伐 (fat), 法髮發 (faat)                                                                     |
| fau            | 阜否埠 (fauw)                                                                                   |
| fei            | 飛非菲翡肥妃 (feej)                                                                             |
| fo             | 火貨科課夥 (foh)                                                                                |
| fong           | 方仿芳防舫訪房放芳彷 (fôong)                                                                    |
| foo            | 富夫父乎府 (foe)                                                                                |
| fook           | 福復服蝠 (fok)                                                                                  |
| foot           | 闊蛞濶 (foet)                                                                                   |
| fu             | 夫富虎傅芙釜婦斧 (foe)                                                                          |
| fui            | 灰悔 (foei)                                                                                     |
| fuk            | 福復服幅 (fok)                                                                                  |
| fung           | 鳳風豐馮鋒封峰瘋馮 (fong)                                                                       |
| ha             | 下霞夏廈哈蝦 (haa)                                                                              |
| hak            | 黑克刻客赫 (hak)                                                                                |
| ham            | 鹹喊 (haam)                                                                                     |
| hang           | 恆坑亨杏行肯幸亨 (hang)                                                                         |
| hau            | 厚口侯喉後校考后候 (hauw)                                                                       |
| hee            | 烯囍 (heej)                                                                                     |
| hei            | 喜熙戲希晞禧起氣羲 (heej)                                                                       |
| heng           | 輕綮 (heng)                                                                                     |
| heung          | 香享響向鄉享 (heung)                                                                            |
| him            | 險謙 (hiem)                                                                                     |
| hin            | 顯軒騫 (hien)                                                                                   |
| hing           | 興慶卿兄 (hing)                                                                                 |
| hip            | 協脅 (hiep)                                                                                     |
| hiu            | 曉囂 (?)                                                                                        |
| ho             | 何浩酷皓賀河荷 (hoh), 豪好 (hoow)                                                               |
| hoi            | 海開愷凱 (hooi)                                                                                 |
| hok            | 鶴學 (hôok)                                                                                     |
| hon            | 漢韓看刊寒汗 (hôn)                                                                              |
| hong           | 康慷糠行巷 (hôong)                                                                              |
| hop            | 合盒 (haap)                                                                                     |
| huk            | 哭 (hok)                                                                                        |
| hui            | 許虛去虛 (heuj)                                                                                 |
| hung           | 洪紅虹熊鴻孔熊凶 (hong)                                                                         |
| ip             | 葉頁 (yiep)                                                                                     |
| jo             | 祖造早做灶租 (choow)                                                                            |
| ka             | 嘉加珈假價家稼嫁鎵 (kaa)                                                                        |
| kai            | 溪 (k'aj), 計 (kaj), 啟佳解界屆街介 (kaai)                                                      |
| kam            | 金甘柑咁錦敢鑒監鑑琴感 (kam)                                                                    |
| kap            | 甲 (kaap), 急 (kap), 給級圾 (k'ap)                                                              |
| kat            | 吉桔 (kat)                                                                                      |
| kau            | 舊九教交覺較 (kauw)                                                                             |
| kei            | 奇其基琪淇琦己機 (keej)                                                                         |
| keng           | 鏡頸涇桖亘獍 (keng)                                                                             |
| ken            | 桖                                                                                              |
| keung          | 鏹疆羌薑 (keung), 強 (k'eung)                                                                   |
| ki             | 奇其基琪淇琦 (k'ie)                                                                             |
| kik            | 擊極 (kik)                                                                                      |
| kim            | 兼劍檢 (kiem)                                                                                   |
| kin            | 健堅見件建 (kien), 乾 (k'ien)                                                                   |
| king           | 景京敬競境勁警驚竟 (king)                                                                       |
| kiu            | 叫驕 (kiew), 僑橋 (k'iew)                                                                       |
| ko             | 高個告哥歌膏 (koow)                                                                             |
| kok            | 角國各覺閣 (kôk)                                                                                |
| kong           | 江講港缸 (kôong)                                                                                |
| koo            | 古顧故辜 (koe)                                                                                  |
| koon           | 觀管官館冠莞 (koen)                                                                             |
| ku             | 古故鼓姑 (koe)                                                                                  |
| kuk            | 谷局曲菊 (kok)                                                                                  |
| kung           | 功共工公窮恭 (kong)                                                                             |
| kwa            | 瓜 (kwaa), 掛夸 (k'waa)                                                                         |
| kwai           | 葵桂貴鬼歸 (kwaj), 怪乖 (kwaai)                                                                 |
| kwan           | 關 (kwaan), 君珺軍 (kwan)                                                                       |
| kwok           | 國郭 (kwôk)                                                                                     |
| kwong          | 光廣鄺 (kwôong)                                                                                 |
| kwu            | 髠騉 (kwoe)                                                                                     |
| kwun           | 觀冠官管髠騉 (kwoen)                                                                            |
| lai            | 拉癩賴籟瀨酹 (laai), 禮澧醴鱧黎犁黧來麗儷厲勵癘礪糲蠣荔例栵隸捩 (laj)                           |
| lam            | 藍籃林琳霖淋臨 (lam)                                                                            |
| lan            | 蘭爛 (laan)                                                                                     |
| lap            | 立 (laap), 粒 (lap)                                                                             |
| lau            | 劉留樓留流柳紐 (lauw)                                                                           |
| laau           | 鬧孬撈 (laauw)                                                                                  |
| law            | 蘿鑼羅 旯 (loh)                                                                                 |
| lee            | 李利莉你里理利 (leej)                                                                           |
| lei            | 梨鯉理離您裡 (leej)                                                                             |
| leung          | 梁良涼兩量凉娘 (leung)                                                                          |
| lin            | 連練蓮 (lien)                                                                                   |
| li             | 李履里 (lie)                                                                                    |
| ling           | 凌靈另令零伶玲拎齡 (ling)                                                                       |
| liu            | 廖尿料了 (liew)                                                                                 |
| lo             | 路露羅魯怒 (loow)                                                                               |
| lok            | 樂洛落貉諾 (lôk)                                                                                |
| long           | 朗郎廊浪 (lôong)                                                                                |
| luen           | 聯亂戀 (luun)                                                                                   |
| lui            | 女呂旅裡累雷蕾類 (leuj)                                                                         |
| luk            | 六陸鹿錄碌轆 (lok)                                                                              |
| lung           | 隆窿龍籠嚨隴朧矓 (long)                                                                         |
| ma             | 馬媽麻罵嗎 (maa)                                                                                |
| mak            | 墨麥默勿物 (mak)                                                                                |
| man            | 曼慢漫謾 (maan), 問聞閩憫萬民文雯敏 (man)                                                       |
| mei            | 美未味尾娓眉媚 (meej)                                                                           |
| ming           | 明冥鳴 (ming)                                                                                   |
| mok            | 莫膜 (môok)                                                                                     |
| muk            | 目木牧 (mok)                                                                                    |
| mui            | 梅每妹 (moei)                                                                                   |
| na             | 那娜 (naa)                                                                                      |
| nam            | 南男 (naam)                                                                                     |
| ng             | 吳午忤五伍誤午吾 (mm)                                                                           |
| nga            | 雅啞牙瓦 (ngaa)                                                                                 |
| ngai           | 毅藝蟻矮 (ngaj)                                                                                 |
| ngan           | 銀顏 (ngan)                                                                                     |
| ngau           | 牛區勾偶釣 (ngauw)                                                                              |
| nin            | 年 (nien)                                                                                       |
| nip            | 聶攝 (niep)                                                                                     |
| oi             | 愛哀外埃 (ooi)                                                                                  |
| on             | 安按案鞍岸 (ôn)                                                                                 |
| pak            | 白北百柏 (paak)                                                                                 |
| ping           | 平萍蘋 (p'ing)                                                                                  |
| po             | 保寶波埔普佈怖 (poow)                                                                           |
| poon           | 盤潘伴盆 (p'oen)                                                                                |
| pong           | 龐旁蚌幫邦 (pôong)                                                                              |
| pui            | 佩珮配倍培陪蓓背輩貝 (poei)                                                                     |
| pun            | 盤潘本盆半 (poen)                                                                               |
| sai            | 西細洗世細 (saj)                                                                                |
| san            | 新神身辛申 (san), 山 (saan)                                                                     |
| sha            | 沙 (saa)                                                                                        |
| shan           | 山珊姍 (saan)                                                                                   |
| shi            | 施師獅時匙史屎屍試軾四思斯撕絲 (sie)                                                            |
| shui           | 水睡瑞衰歲誰 (seuj)                                                                             |
| shuk           | 叔淑熟粟屬宿縮 (sok)                                                                            |
| si             | 施師獅時匙史屎屍試軾四思斯撕絲 (sie)                                                            |
| sin            | 先仙冼善 (sien)                                                                                 |
| sing           | 升昇星醒聲 (sing)                                                                               |
| so             | 蘇騷甦掃素嫂 (soow)                                                                             |
| sui            | 水睡瑞衰歲誰 (seuj)                                                                             |
| suk            | 叔淑熟粟屬宿縮 (sok)                                                                            |
| sung           | 宋送鬆崇 (song)                                                                                 |
| sze            | 施師獅時匙史屎屍試軾四思斯撕絲 (sie)                                                            |
| tai            | 大戴 (taai), 太 (t'aai)                                                                         |
| tin            | 田天填 (t'ien)                                                                                  |
| ting           | 亭婷停霆 (ting)                                                                                 |
| tsz            | 止芷紫致字祠慈梓次賜 (tsie)                                                                     |
| tuen           | 團屯斷 (t'uun), 段短端 (tuun)                                                                   |
| tung           | 彤童董懂東棟凍同銅統桶痛 (tong)                                                                 |
| tze            | 止芷紫致字祠慈梓子 (tsie)                                                                       |
| wa             | 華話畫娃 (waa)                                                                                  |
| wah            | 華驊划嘩樺踝鞾撶嫿嬅鏵 (waa)                                                                    |
| wai            | 慧惠韋偉瑋為衛圍胃畏 (waj)                                                                      |
| wan            | 溫搵灣彎還環雲尹運 (wan)                                                                        |
| wang           | 宏弘橫 (wang)                                                                                   |
| wing           | 穎永詠泳咏榮 (wing)                                                                             |
| wo             | 禾和窩禍蝸 (woh)                                                                                |
| woo            | 和 (woh) 胡湖護 (woe)                                                                           |
| woon           | 奐煥換媛緩豌碗 (woen)                                                                           |
| wong           | 黃王汪枉皇往凰煌隍 (wôong)                                                                      |
| wu             | 胡湖糊護狐壺烏戶惡 (woe)                                                                        |
| wun            | 奐煥換媛緩豌碗 (woen)                                                                           |
| yan            | 茵欣恩因仁忍人印殷 (yan)                                                                        |
| yau            | 丘邱優休遊游悠由油柚 (yauw)                                                                     |
| yee            | 怡義議儀異宜而以姒意 (yie)                                                                      |
| yeung          | 楊陽揚煬瘍仰羊洋烊蛘樣養讓釀央泱殃鞅怏氧 (yeung)                                                |
| yi             | 怡義議儀異宜而以姒意 (yie)                                                                      |
| yim            | 嚴鹽驗厭懨艷豔炎閻閆焰掩 (yiem)                                                                 |
| yin            | 胭妍研賢寅演現然言燕讌嬿宴煙彥諺廷筳 (yien)                                                     |
| ying           | 影形認瑩螢營英應 (ying)                                                                         |
| yip            | 葉頁 (yiep)                                                                                     |
| yiu            | 姚要擾謠遙搖瑤 (yiew)                                                                           |
| yu             | 宇俞愉瑜如茹余餘魚乳 (yuu)                                                                      |
| yuen           | 淵怨元完丸原源員圓袁園緣縣遠阮 (yuun)                                                           |
| yung           | 雍擁翁用容溶鎔蓉 (yong)                                                                         |